# Hammaptera viridans
Hammaptera viridans är en fjärilsart som beskrevs av Paul Dognin 1913. Hammaptera viridans ingår i släktet Hammaptera och familjen mätare. Inga underarter finns listade i Catalogue of Life.